# Duke Kahanamoku
Duke Paoa Kahino Makoe Hulikohoa Kahanamoku (Honolulu, 1890. augusztus 24. – Honolulu, 1968. január 22.) hawaii őslakos olimpiai bajnok amerikai úszó, vízilabdázó, színész, a szörf sport népszerűsítője. Öccse, Samuel Kahanamoku is olimpiai érmes úszó.

## Származása
A Hawaii Királyság megdöntése előtt 3 évvel született alacsonyabb rangú nemesi ohanában (családban). Nevében a Duke nem nemesi cím vagy becenév, hanem utónév, amit apja után kapott. Apja a nevét annak tiszteletére kapta, hogy abban az időben látogatott a Hawaii-szigetekre Alfréd edinburgh-i herceg.